# Orange County Courthouse
Le Orange County Courthouse est un gratte-ciel de 127 mètres de hauteur construit à Orlando en Floride aux États-Unis en 1997. Il abrite un palais de justice.
L'architecte est l'agence HLM Design.
En 2024 c'était le quatrième plus haut gratte-ciel d'Orlando.